# Chang Zheng 2E
Chang Zheng 2E (长征二号捆) var en kinesik rymdraket som främst används för att skjuta upp kommunikationssatelliter.